# Lygophis dilepis
Espèce
Synonymes
- Liophis dilepis (Cope, 1862)

Statut de conservation UICN

 LC  : Préoccupation mineure
Lygophis dilepis  est une espèce de serpents de la famille des Dipsadidae.

## Répartition
Cette espèce se rencontre :
- au Brésil ;
- en Bolivie ;
- au Paraguay ;
- dans le nord de l'Argentine.

## Publication originale
- Cope, 1863 "1862"  : Synopsis of the species of Holcosus and Ameiva, with diagnoses of new West Indian and South American Colubridae. Proceedings of the Academy of Natural Sciences of Philadelphia, vol. 14, p. 60-82 (texte intégral).